# Peltodytes tortulosus
Peltodytes tortulosus är en skalbaggsart som beskrevs av Roberts 1913. Peltodytes tortulosus ingår i släktet Peltodytes och familjen vattentrampare. Inga underarter finns listade i Catalogue of Life.